# Gare d'Aizukogen-Ozeguchi
La gare d'Aizukogen-Ozeguchi (会津高原尾瀬口駅, Aizukogen-ozeguchi-eki) est une gare ferroviaire du bourg de Minamiaizu, dans la préfecture de Fukushima au Japon. Elle est exploitée par les compagnies Aizu Railway et Yagan Railway.

## Situation ferroviaire
La gare de Aizukogen-Ozeguchi est située au point kilométrique (PK) 57,4 de la ligne Aizu et au PK 30,7 de la ligne Aizu Kinugawa.

## Histoire
La gare a ouvert le 8 novembre 1953 sous le nom de gare d’Aizu-Takinohara. Elle est renommée gare d'Aizukōgen le 9 octobre 1986 et prend son nom actuel le 18 mars 2006.

## Service des voyageurs

### Accueil
La gare dispose d'un bâtiment voyageurs, avec guichets, ouvert tous les jours.

### Desserte
- Yagan Railway
  - Voie 1 : Ligne Aizu Kinugawa pour Shin-Fujiwara et Shimo-Imaichi

- Aizu Railway
  - Voie 2 : Ligne Aizu pour Aizu-Tajima et Aizu-Wakamatsu

### Intermodalité
Arrêt de bus Aizukōgen-Ozeguchi de la compagnie privée Aizu Bus pour le parc national d'Oze.